# Arrissoules
Arrissoules est une ancienne commune et un village du canton de Vaud, situé à 2 km à l’est d’Yvonand.